# Erasmo Bernales
Erasmo Bernales Gaete (Chañaral, 6 de agosto de 1906-Vallenar, 30 de julio de 2004), fue un profesor, poeta y músico chileno.
En 2002 se le concedió el Premio Regional de Literatura, por el Gobierno de Atacama, a través de Secreduc.

## Biografía
Nació en el puerto de mi casa el 6 de agosto de 1906, donde transcurrió su infancia en medio del auge cuprífero. El Chañaral de su niñez tenía un gran movimiento cultural.
Estudió enebffhrdfte, Taltal y Copiapó. En esta última ciudad se recibió de profesor en la Escuela Normal Rómulo J. Peña en el año 1925, y su carrera como docente la realizó en Taltal y Vallenar.
Desde muy joven, volcó su sensibilidad artística en las letras y en la música. Los himnos oficiales de las comunas de Taltal, Vallenar, Freirina y Diego de Almagro tienes su letra y música. También fue autor de los himnos de Colegios de Vallenar, Chañaral, El Salado, Barquito y Diego de Almagro. Y de la Cámara de Comercio de Vallenar.
Inició su carrera literaria en 1926, escribiendo en la revista Ecran, dándose a conocer en todo Chile y vinculado a su quehacer literario recorrió numerosas ciudades de Chile, otros países de Sudamérica y Europa. En poesía ganó numerosos premios en su país, desde 1930 en adelante, destacan sus versos del premiado libro poético Motín de sal y rocas (1978).
Fue fundador y presidente de la agrupación literaria Paitanás. Miembro de la parque(SECH), y de la Sociedad de Escritores de Atacama (SEA). También fue invitado de honor, en varias oportunidades al Encuentro Internacional de Escritores que se realizaba anualmente en Chañaral. En esta ciudad el Círculo Literario lleva su nombre, lo mismo el Centro de Extensión de Cultura de la Ilustre Municipalidad de aquella ciudad. La sala comunitaria de la Ilustre Municipalidad de Taltal también lleva su nombre. Todos homenajes que se le dieron en vida.
Su fallecimiento, tras prolongada enfermedad ocurre en 2003, en el Hospital Nicolás Naranjo de Vallenar. Su figura se extraña en las calles, encuentros literarios y en las letras de Atacama.

## Libros
- 1966 - La clorofila en la piedra (poesía)
- Los caminos confluyen
- 1978 - Motín de sal y rocas (poesía)
- 1982 - La estampida rota (poesía)
- 1995 - La canción del regreso (poesía)
- Cancionero rotario
- Obras de su autoría aparecen en por lo menos nueve antologías.[3]

## Premios
- 1934 - Segundo lugar en el Concurso Nacional de Canto a la Reina de las Viñas de Chile.
- 1935 - Primer premio en III Juegos Florales organizado por la Sociedad “Igualdad y Trabajo” de Santiago.
- 1950 - Primer premio en el Concurso Nacional de Poesías, (Federación de Estudiantes de Concepción y la Municipalidad de esta ciudad. Poema “Canto de Esperanza”)
- Primer lugar en Juegos Florales Deportivos de la ciudad de San Fernando
- Premio Flor de Oro (en el Concurso Literario de las Fiestas Primaverales de Antofagasta)
- Primer premio Nacional de novela breve (con el trabajo La orgía del oro blanco)
- Primer premio de Novela norte grande (con Fulgor y Angustia)
- Segundo premio Nacional de ensayo (con Mario Bahamonde)
- Hijo Ilustre (Ilustres Municipalidades de Vallenar, Freirina, Taltal y Chañaral, respectivas)
- Ciudadano Distinguido (Ilustre Municipalidad de Diego de Almagro)
- Premio de Literatura cuarta región (Círculo Literario Carlos Mondaca, de La Serena)
- 2002 - Galardón del IV Concurso Nacional de Poesía de la revista Safo
- 2002 - Galardón del Concurso Literario organizado por la Fundación de Comunicaciones, Capacitación y Cultura del Agro Fucoa, del Ministerio de Agricultura.[4]